# La Femme à la fenêtre (roman)
Pour l’article homonyme, voir La Femme à la fenêtre.
La Femme à la fenêtre (The Woman in the Window) est un roman à suspense de l'écrivain américain A. J. Finn, publié par William Morrow le 2 janvier 2018.

## Résumé de l'intrigue
Anna Fox souffre d'agoraphobie à la suite d'un accident de voiture qui l'a traumatisée. Elle mène une vie recluse dans sa grande maison à New York. Récemment séparée de son mari, Ed, il a la garde de leur fille de neuf ans, Olivia. Cependant, ils parlent fréquemment au téléphone.
Pour passer le temps, Anna passe ses journées à boire trop d'alcool, à jouer aux échecs en ligne, à communiquer avec d'autres reclus via le «forum en ligne Agora», à regarder de vieux films et à rencontrer son psy ainsi que sa physiothérapeute. Elle passe également du temps à espionner ses voisins, en particulier les Russell, une famille qui a emménagé de l'autre côté de la rue. Celle ci est composée d'Ethan, le fils adolescent réservé et poli; Alistair, le père autoritaire; et Jane, une femme sympathique avec qui Anna partage de nombreux intérêts. Un soir, en regardant par la fenêtre, Anna voit Jane se faire poignarder et appelle la police. Les Russell nient alors que toute sorte d'attaque ait eu lieu. La police, y compris les enquêteurs principaux, les détectives Little et Norelli, ne croient pas non plus l'histoire d'Anna, qui affirme qu'une autre femme se fait passer pour Jane.
Anna multiplie les rencontres avec la famille Russel, ce qui exacerbe sa suspicion à leur égard. Après avoir reçu un e-mail anonyme avec une photo d'elle-même endormie, elle appelle la police. Un détective la confronte alors à la tragique vérité : son mari et sa fille sont morts dans l'accident de voiture qui a déclenché son agoraphobie, et elle a imaginé ses conversations avec eux. Sachant que ses médicaments peuvent provoquer des hallucinations, ils pensent qu'Anna aurait pu prendre la photo et se l'envoyer par e-mail. Anna se rend compte que le meurtre peut aussi avoir été une hallucination.
Anna trouve une photo qu'elle avait prise de la « Jane » qu'elle a rencontrée et la montre à Ethan. Il s'effondre et lui dit la vérité : Jane et Alistair sont ses parents adoptifs, et Katie, la femme qu'Anna supposait être Jane, est sa mère biologique. Katie a retrouvé la trace des Russel pour revoir son fils, mais ses fréquentes visites non désirées ont conduit à une altercation avec Jane, qui a poignardé Katie. Alistair et Jane ont caché le corps et ont menti à la police.
Anna exhorte Ethan à parler à la police, mais il la persuade qu'il convaincra ses parents de se rendre. Ethan envoie plus tard un texto confirmant que lui et ses parents vont à la police. Cette nuit-là, Anna se rend compte qu'Ethan a mentionné quelque chose qu'il n'aurait pas pu savoir. Elle est surprise par Ethan dans sa chambre, qui lui avoue qu'il a des tendances psychopathiques, qu'il s'est faufilé chez elle la nuit pour la surveiller et qu'il a également traqué d'autres femmes. Il révèle que c'est lui qui a tué Katie à cause de son ressentiment à propos des mauvais traitements et de la négligence auxquels il a été confronté dans son enfance, et que son père le savait, mais qu'il a gardé le secret pour protéger Jane.
Réalisant qu'il a l'intention de la tuer aussi, Anna s'enfuit. Il la poursuit jusqu'au toit où elle le pousse à travers une vieille lucarne jusqu'à sa mort. Alistair est arrêté comme complice du meurtre de Katie et Anna recommence lentement sa vie.

## Personnages
- Anna Fox : une femme recluse et alcoolique de 39 ans qui souffre d'agoraphobie et d'anxiété sévères
- Ed Fox : le mari séparé d'Anna avec qui elle s'entretient régulièrement
- Olivia Fox : la fille de 9 ans d'Anna et Ed
- Ethan Russell : le fils adolescent timide et poli qui vit de l'autre côté de la rue et se lie d'amitié avec Anna
- Jane Russell : une femme mystérieuse représentée comme deux personnes différentes, l'une peut-être imaginée par Anna
- Alistair Russell : un homme intimidant qui, selon Anna, a poignardé et tué Jane
- David Winters : le locataire d'Anna qui vit au sous-sol de sa grande maison et fait fréquemment des travaux ménagers pour le quartier
- Dr Julian Fielding : le thérapeute d'Anna qui lui rend visite une fois par semaine
- Bina : la kinésithérapeute d'Anna qui travaille pour l'aider à se remettre de l'accident de voiture

## Accueil
Le roman est resté numéro un pendant deux semaines sur la liste des meilleures ventes du New York Times. Le site Web de l'agrégateur de critiques Book Marks a rapporté que 38% des critiques ont donné au livre une critique «élogieuse», tandis que 38% des critiques ont exprimé des impressions «positives», sur la base d'un échantillon de 13 critiques. 
Selon Alexandra Alter dans le New York Times, le livre est «étonnamment similaire» au roman publié précédemment, Saving April, de Sarah A. Denzil, avec «des parallèles [qui] sont nombreux et détaillés». L'éditeur du livre a répondu que «le contour de La Femme à la fenêtre, y compris les personnages et les principaux points de l'intrigue, a été entièrement formé le 20 septembre 2015, avant la sortie de Saving April.

## Adaptation cinématographique
Un film Netflix basé sur le roman réalisé par Joe Wright, avec un scénario de Tracy Letts et mettant en vedette Amy Adams, Gary Oldman, Anthony Mackie, Fred Hechinger, Wyatt Russell, Brian Tyree Henry, Jennifer Jason Leigh et Julianne Moore, est sorti en mai 2021,.   